# Bessines-sur-Gartempe
Bessines-sur-Gartempe is een gemeente in het departement Haute-Vienne in Limousin in Frankrijk. Bessines-sur-Gartempe is vanaf 1995 een Village étape.
Het Franse dorp heeft een kleine kern in een heuvelachtige en bosrijke omgeving. Het is genoemd naar de rivier Gartempe, die bekend staat om zijn grote forellen. Buiten het dorp ligt het meer Etang de Sagnat. 

## Bezienswaardigheden
In het dorp is in 2013 een museum geopend over de winning van uranium die voorheen in de omgeving plaatsvond. In Frankrijk begon de uraniummijnbouw in Limousin in 1948 en de winning is zestig jaar doorgegaan. Het museum is opgericht door het Franse bedrijf Areva.
Andere bezienswaardigheden zijn:
- L'Église Saint-Léger, kerk uit de 13e-15e eeuw
- Les ruines du château des Monismes, ruïnes van kasteel Monismes uit de 13e eeuw
- La croix de Morterolles, kruis uit de 18e eeuw

## Verkeer en vervoer
Direct bereikbaar vanaf de A20 naar Limoges, afslag 24.

## Demografie
Onderstaande figuur toont het verloop van het inwoneraantal van Bessines-sur-Gartempe vanaf 1962.
Bron: Frans bureau voor statistiek. Cijfers inwoneraantal volgens de definitie
 population sans doubles comptes (zie de gehanteerde definities)

## Geboren
- Suzanne Valadon (1865-1938), kunstschilder

## Afbeeldingen

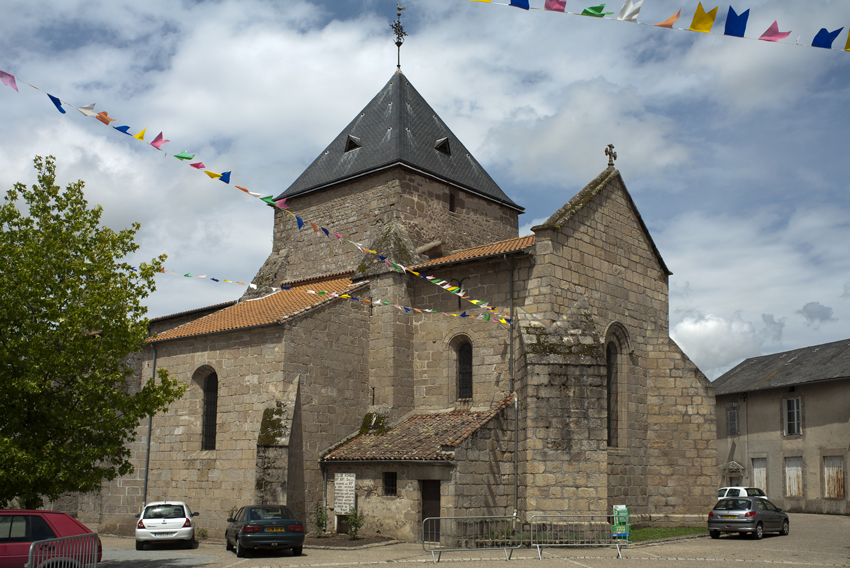
Église Saint-Léger
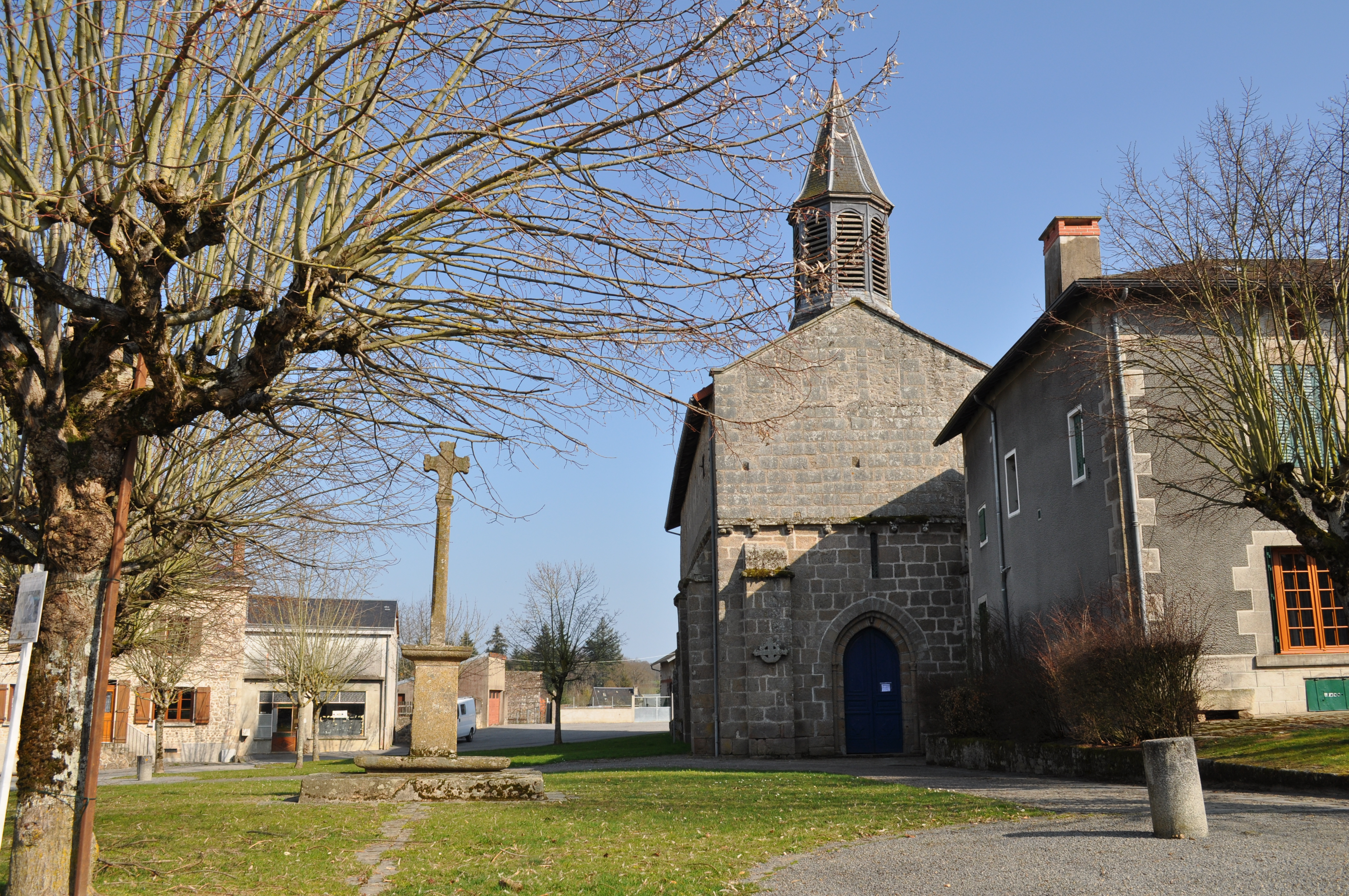
La croix de Morterolles en Église de Morterolles-sur-Semme
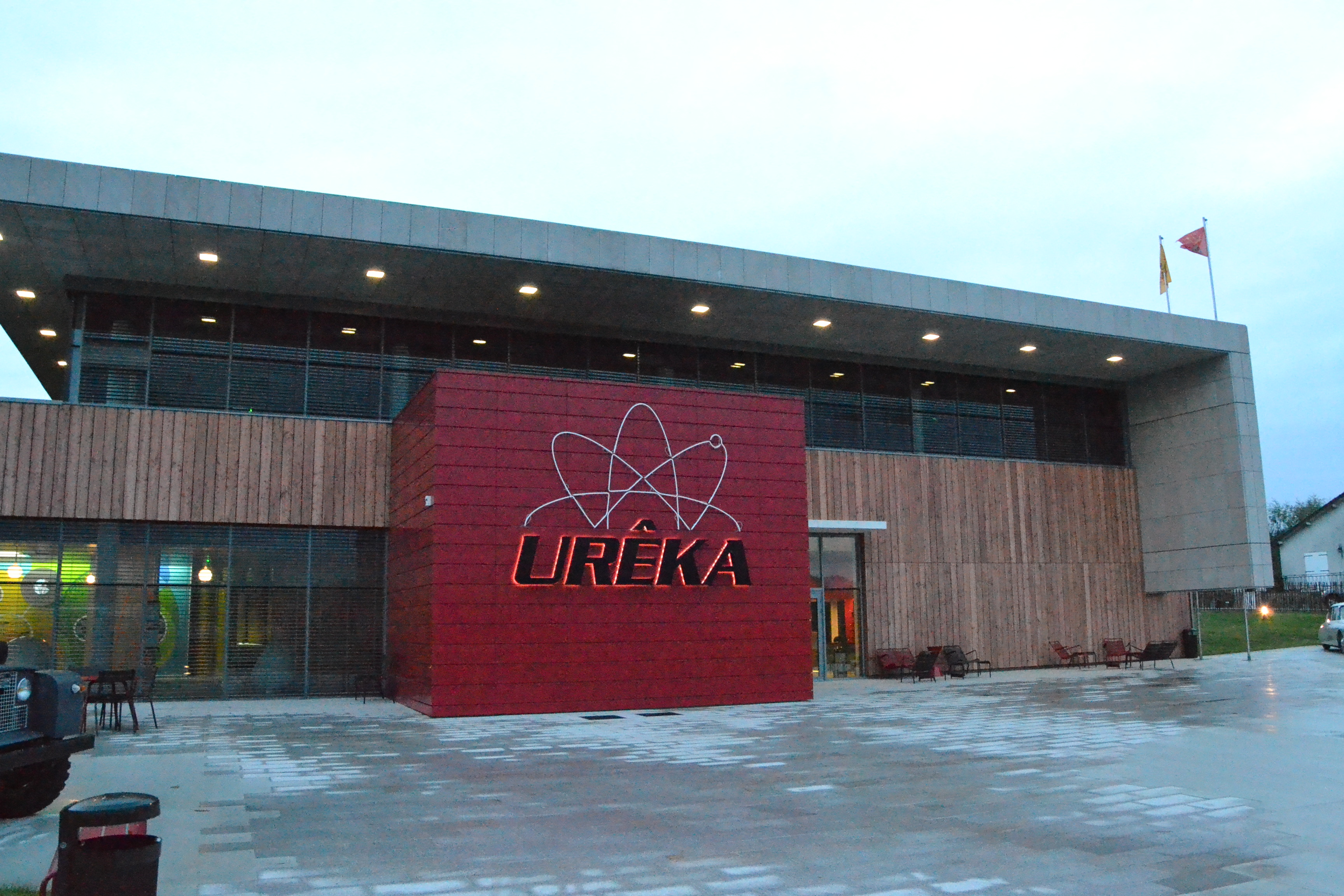
Urêka museum